# Сквер имени А. С. Пушкина
Сквер имени А. С. Пушкина — небольшой сквер в исторической части Астрахани — Белый город.

Бюст Пушкина в Сквере

Назван в честь великого русского поэта А. С. Пушкина (1799—1837). Имеет близкую к квадрату форму, формируется вокруг находящегося в сквере памятника Пушкину. С запада и юга территория ограничена улицами Коммунистической и Советской, с двух других сторон — четырёхэтажным жилым многоквартирным домом (ул. Коммунистическая, 6/ ул. Советская, 17), возведённым в советское время (1954).
Сквер имени А. С. Пушкина — одна из самых известных достопримечательностей города

## История
Сквер разбит на месте снесённой в 1930-е годы церкви Рождества Богородицы. Церковь была возведена в стиле барокко в 1707—1722 годах, на месте более ранней, считалась одной из самых красивых в городе. В 1932 году специальным постановлением была признана непредставляющей художественной ценности и политически вредной.
После окончания Великой Отечественной войны территория у бывшей церкви получила имя Сталина, на ней был установлен памятник вождю. В 1956 году имя и памятник Сталину сняли.
Место и название современному скверу были выбраны не случайно — в советское время в ограничивающем сквер здании работал книжный магазин «Современник» (так же назывался литературный и общественно-политический журнал, основанный Пушкиным в 1836 году). В 1958 году, к 400-летию города Астрахань, в сквере был установлен бюст Пушкина (скульптор З. И. Азгур).
В сквере существовал шкаф для буккроссинга.
В сквере проводятся литературно-музыкальные мероприятия, в день рождения Пушкина к его памятнику возлагаются цветы и около него проходит творческая встреча.
Со сквером связан молодёжный поэтический проект «Скверный Пушкин» (в названии только игра слов).